# Dret de citació
El dret de citació, o de ressenya, és un dels límits als drets d'autor en el qual es reconeix que, en un cert nombre de circumstàncies, existeixen excepcions i limitacions als drets d'explotació exclusius de l'autor: reproducció, distribució, comunicació pública i transformació.
El dret de citació té diferents aplicacions en diferents legislacions.

## Unió Europea
La Directiva europea sobre drets d'autor (2001/29/CE del 22 de maig del 2001) harmonitza determinats aspectes dels drets d'autor i drets afins als drets d'autor a la societat de la informació. En l'article 5è estableix la citació com una de les excepcions o limitacions, sempre que:
- sigui amb finalitat de crítica o ressenya,
- es refereixi a una obra o prestació que ja s'ha posat legalment a disposició del públic,
- s'indiqui la font i el nom de l'autor,
- es faci un bon ús i en la mesura que ho exigeixi l'objectiu específic perseguit.

## Espanya
A Espanya el dret de citació està regulat en la Llei de Propietat Intel·lectual. En l'article 32, sobre citacions i ressenyes, diu que «és lícita la inclusió en una obra pròpia de fragments d'altres alienes de naturalesa escrita, sonora o audiovisual, així com la d'obres aïllades de caràcter plàstic, fotogràfic figuratiu o anàleg, sempre que (...)»
- es tracti d'obres ja divulgades,
- la seva inclusió es realitzi a títol de citació o per a la seva anàlisi, comentari o judici crític,
- només es realitzi amb finalitats docents o d'investigació, en la mesura justificada per la finalitat, i
- indicant la font i el nom de l'autor de l'obra utilitzada.

## França
A França el dret de citació està regulat en el Code de la propriété intellectuelle. En l'Article L122-5 es defineix la "curta citació justificada":
- La citació ha de ser breu, tant respecte a l'obra de la qual és extreta com respecte al nou document en la qual s'insereix.
- El nom de l'autor i el nom de l'obra han de ser citats per respectar el dret moral de l'autor.
- La citació no ha de competir amb l'obra original i ha de ser integrada al si d'una obra construïda, per il·lustrar un propòsit. La citació ha d'incitar el lector a dirigir-se a l'obra original.

La jurisprudència està ben fixada en el cas d'obres literàries, existeixen diferents interpretacions en el cas d'extractes musicals i no hi ha precedents en el cas de fotografies o d'obres d'art gràfica o plàstica.

## Andorra
A Andorra el dret de citació està recollit en la Llei sobre drets d'autor i drets veïns. En l'article 8 es permet la reproducció breu d'una obra publicada sempre que sigui conforme als usos honrats, i no excedeixi els límits que en justifiquen el propòsit.

## Common law
En els països que es regeixen per la common law, en general els de la Commonwealth i en particular el Regne Unit i Irlanda, estats membres de la Unió Europea, el dret de citació està inclòs en el concepte d'al·legació de fair dealing (tracte just). Es poden incloure citacions sota la defensa del tracte just quan el propòsit és per crítica, ressenya, informació de notícies, recerca o estudi privat.

## Estats Units
Als Estats Units d'Amèrica la propietat intel·lectual està regida pel títol 17 del United States Code. En l'al·legació de fair use (ús legítim) estan inclosos els principis del dret de citació.